# Dardagani
Dardagani (Dardani) su naseljeno mjesto u općini Čajniču, Republika Srpska, BiH. Nalaze se na 853 metra nadmorske visine, između Milatkovića na sjeveroistoku, Suhodanjske rijeke na jugu i Hoćvskog potoka na istoku.
Godine 1985. pripojeni su naselju Batkovićima (Sl. list SRBiH 24/85).

## Stanovništvo
| Narod     | Popis 1961. | Popis 1971. | Popis 1981. |
| --------- | ----------- | ----------- | ----------- |
| Hrvati    |             |             |             |
| Muslimani | 76          | 43          | 13          |
| Srbi      | 42          | 29          | 17          |
| ostali    | 3           |             |             |
| Ukupno    | 121         | 72          | 30          |